# Jacob Mertens

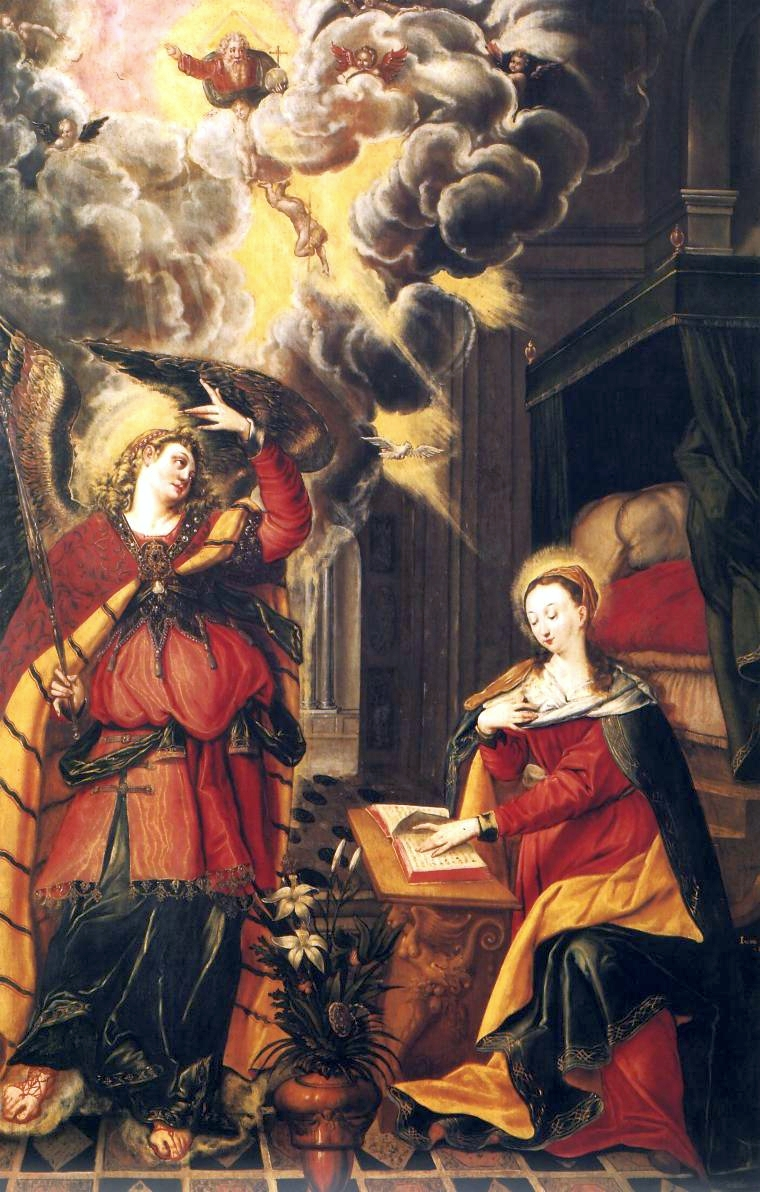
Mariä Verkündigung in der Marienkirche Krakau

Jacob Mertens (polnisch Jakub Mertens; † 1609 in Krakau, Königreich Polen) war ein flämischer Maler in Krakau.

## Leben und Wirken
Er war möglicherweise der Jaques Mertens, der 1577 bei Huybrecht Bruggeman  in Antwerpen Schüler war.
1589 wurde Jacob Mertens als Mitglied der Malergilde in Krakau erstmals erwähnt. 1593 erhielt er das Bürgerrecht der Stadt und heiratete in dieser Zeit Barbara. Von 1598 ist ein Testament erhalten. 1601 war Jacob Mertens Leiter der Malergilde. 1606 saß er im Gefängnis . Vom 25. März 1609 ist die letzte Erwähnung erhalten. Am 26. Juni war er verstorben.
Jacob Mertens hatte eine große Werkstatt in Krakau mit mehreren Schülern, einige aus den Niederlanden. Es ist nur das Altarbild Mariä Verkündigung (Zwiastowanie) in der Marienkirche sicher mit seinem Namen verbunden, weitere Werke können vermutet und zugeschrieben werden.